# Keserű Mózes
Baróti/baróthi Keserű Mózes (Barót, 1801. augusztus 10. – Kolozsvár, 1874. március 9.) székely csillagász, teológus, könyvtáros, választott püspök és kanonok.

## Életpályája
Szülei Keserű Ferenc és Beke Anna voltak. A gimnáziumot Székelyudvarhelyen, a teológiát 1819-től Gyulafehérváron végezte el. 1825. április 10-én Marosvásárhelyen káplán lett, s egyúttal gimnáziumi oktató is. 1827-től Gyulafehérváron filozófia tanár és a Batthyány-csillagvizsgáló segéde és könyvtárosa volt. Három évig a szeminárium rektorhelyetteseként dolgozott. Különböző tanári munkák után 1840–1842 között Bécsben a csillagászatot tanulmányozta. Hazatérve a csillagvizsgáló kanonoka, s mint ilyen, a csillagvizsgáló, a könyvtár és a múzeum igazgatója volt. 1843-ban modernizálta a csillagvizsgálót. 1846. december 3-án a kolozsvári királyi líceum igazgatója lett. 1847–1848 között az erdélyi országgyűlésben a dézsma ellen szólalt fel. A szabadságharc leveretése után zaklatták. 1851-ig végzett tudományos munkákat. 1853. szeptember 18-án hitoktató kanonok lett. 1861–1874 között erdélyi kanonok volt. 1871. március 29-én arbei választott püspöke lett. Utóda 1878-ban Bubla Károly volt.